# Jiří Parma
Jiří Parma (Frenštát pod Radhoštěm, 9 gennaio 1963) è un ex saltatore con gli sci cecoslovacco, dalla dissoluzione della Cecoslovacchia del 1992 ceco. È stato vincitore di varie medaglie olimpiche e iridate con le nazionali cecoslovacca e ceca.

## Biografia
In Coppa del Mondo esordì il 30 dicembre 1980 a Oberstdorf (99°), ottenne il primo podio il 18 dicembre 1983 a Lake Placid (3°) e la prima vittoria il 14 gennaio 1984 a Harrachov.
In carriera prese parte a quattro edizioni dei Giochi olimpici invernali, Sarajevo 1984 (10° nel trampolino normale, 23° nel trampolino lungo), Calgary 1988 (5° nel trampolino normale, 29° nel trampolino lungo, 4° nella gara a squadre), Albertville 1992 (10° nel trampolino normale, 5° nel trampolino lungo, 3° nella gara a squadre) e Lillehammer 1994 (19° nel trampolino normale, 39° nel trampolino lungo, 7° nella gara a squadre), a sette dei Campionati mondiali, vincendo quattro medaglie, e a tre dei Mondiali di volo (6° a Harrachov 1983 e a Oberstdorf 1988 i migliori piazzamenti).
È stato alfiere della Cecoslovacchia ai Giochi olimpici invernali di Calgary 1988.

## Palmarès

### Olimpiadi
- 1 medaglia:
  - 1 bronzo (gara a squadre ad Albertville 1992)

### Mondiali
- 4 medaglie:
  - 1 oro (trampolino normale a Oberstdorf 1987)
  - 1 argento (gara a squadre a Falun 1993)
  - 2 bronzi (gara a squadre a Sarajevo/Rovaniemi/Engelberg 1984; gara a squadre a Lahti 1989)

### Coppa del Mondo
- Miglior piazzamento in classifica generale: 4º nel 1988
- 17 podi (tutti individuali):
  - 3 vittorie
  - 4 secondi posti
  - 10 terzi posti

#### Coppa del Mondo - vittorie
| Data            | Località     | Nazione        | Trampolino        |
| --------------- | ------------ | -------------- | ----------------- |
| 14 gennaio 1984 | Harrachov    | Cecoslovacchia | Čerťák K120       |
| 6 marzo 1984    | Falun        | Svezia         | Lugnet K89        |
| 5 marzo 1985    | Örnsköldsvik | Svezia         | Paradiskullen K82 |